# Manulea pusilla
Manulea pusilla är en flenörtsväxtart som beskrevs av Ernst Meyer och George Bentham. Manulea pusilla ingår i släktet Manulea och familjen flenörtsväxter. Inga underarter finns listade i Catalogue of Life.